# Ramal troncal del Ferrocarril General Urquiza
El ramal troncal del Ferrocarril General Urquiza en Argentina es la línea principal -hoy en parte desactivada- de la red ferroviaria que unía la estación Federico Lacroze en la Ciudad de Buenos Aires con la Estación Posadas en la provincia de Misiones. 
Entre la estación Federico Lacroze y la estación Zárate Bajo el ramal se denomina ramal U-A, desde Dv. km 88 y Zárate Nuevo a Estación Libertador San Martín es el ramal U-F, de allí a Concordia Central se denomina ramal U-B (desde 1979 a Estación La Criolla) y desde allí a Posadas es el ramal U-C. 
El ramal troncal atraviesa las provincias de Buenos Aires, Entre Ríos, Corrientes y Misiones y tiene una extensión aproximada de 1100 km. Es un ferrocarril cuya trocha es media, de 1435 mm.

## Servicios

### Servicio Metropolitano
La empresa Metrovías es la encargada de correr los servicios de pasajeros en el Gran Buenos Aires. Estos servicios corresponden a la Línea Urquiza.

### Servicio de larga distancia
La empresa Trenes Especiales Argentinos prestaba hasta el 11 de noviembre de 2011, dos servicios semanales, uno en cada dirección. Unos meses más adelante la empresa Trenes de Buenos Aires tomó el servicio, cuyo nombre era Tren Buenos Aires - Misiones. Las estaciones terminales desde diciembre del 2011 eran Pilar y Apóstoles. El tramo entre Apóstoles y Posadas se encuentra inactivo debido a las obras complementarias de la Represa de Yacyretá que inundaron la vía de acceso a la ciudad, y entre Federico Lacroze y Pilar, no circula el servicio por causas desconocidas.
Desde septiembre de 2011 empezó a correr el servicio llamado Tren Binacional Argentina Uruguay operado por la misma empresa, que cumplía dos servicios semanales, uno en cada dirección entre la estación Pilar en la provincia de Buenos Aires, hasta Concordia y de allí empalmaba cruzando el río Uruguay hacia la ciudad de Paso de los Toros, Uruguay. En 2012 al rescindirse el contrato con Trenes de Buenos Aires, todos los servicios fueron eliminados. 
En 2017 se produce el desmantelamiento de una parte de la traza, que consistió en el levantamiento las intersecciones del ramal con el Ferrocarril San Martin, debido a la inexistencia de tráfico en el Ferrocarril Urquiza en el AMBA y para que los trenes de la Línea San Martín puedan seguir corriendo sin tener que reducir la velocidad. Todo esto hace imposible su llegada a Federico Lacroze, debido a que también, Trenes Argentinos Cargas ya tiene su patio de maniobras y el movimiento concentrado en la Estación Zarate.
Desde el 2018 la Asociación Amigos del Urquiza, realiza recorridos con una zorra desde la estación Pilar a Zarate. Con el objeto de mantener la traza  libre de vandalismo y evitar que haya usurpaciones. 

### Servicio interurbano
Se prestó un servicio interurbano en la provincia de Entre Ríos, entre las estaciones Basavilvaso y Concordia Central, que fue luego reducido de Basavilbaso a Villaguay y suspendido en noviembre de 2011.

### Servicio internacional
Desde el 31 de diciembre de 2014 se realiza el servicio interurbano internacional entre el nuevo apeadero en Posadas y Encarnación en Paraguay. Sirve para aliviar los embotellamientos de vehículos en el Puente Internacional San Roque González de Santa Cruz. Es servido por la empresa misionera Casimiro Zbikoski.

## Historia
En épocas de Ferrocarriles Argentinos se prestaban los servicios de El Gran Capitán hasta Posadas y el Expreso Cataratas hasta Posadas y luego la combinación automotora hasta Puerto Iguazú.

## Restablecimiento de algunos servicios de pasajeros interurbanos y suburbanos

### El Gran Capitán
Luego de 10 años de ausencia el 25 de septiembre de 2003 partió de la estación Lacroze el tren El Gran Capitán llegando a Posadas el 27 de septiembre en un viaje exploratorio. El servicio comenzó a prestarse por la empresa Trenes Especiales Argentinos S.A. (TEA), bajo una concesión precaria por 20 años otorgada por la provincia de Corrientes. La empresa debía recurrir a la red de Metrovías S.A. en Buenos Aires y Gran Buenos Aires, para luego utilizar las vías de la concesionaria de cargas ALL, con la que surgieron problemas. Entre 2003 y 2011 la empresa TEA operó ininterrumpidamente el tren con dos frecuencias semanales, con las siguientes particularidades: un tiempo de viaje de no menos de 30 horas (debido al mal estado de las vías); sin subsidio del Estado nacional; con notoria mala relación con el gremio de conductores de trenes y con la empresa concesionaria de cargas ALL; y con diversas complicaciones técnicas que devinieron en viajes lentos y sofocantes. Sin embargo, TEA se destacó por absorber una gran demanda de pasajeros, corriendo con un tren largo en época de verano (llevando hasta 17 vehículos por viaje) y manteniendo tarifas relativamente bajas, aspecto que sedujo a los pasajeros que priorizaban el traslado a un costo accesible por sobre otros factores como el tiempo de viaje.
En 2006, mientras TEA seguía operando el servicio, el Estado nacional decidió ejecutar un llamado a licitación pública nacional e internacional para otorgar el corredor Lacroze-Posadas. El proceso de licitación se vio truncado dado que TEA apeló la medida favoreciéndose de diversos fallos judiciales. Debido a la crecida de la cota de la represa Yacyretá, cuyas aguas inundaron la vía, y para lo cual no hubo ninguna planificación anticipada que prevea desviar los trenes por una variante alternativa, el 23 de agosto de 2008 el corredor perdió su acceso a Posadas, debiendo finalizar en Garupá, pero luego el recorrido debió finalizar en Apóstoles, al inundarse el tramo entre estas dos estaciones.
El 11 de noviembre de 2011 corrió el último Gran Capitán de TEA de forma ascendente, llegando a Apóstoles el día 13, desde donde trasbordó los pasajeros a ómnibus. Ese mismo día los conductores del tren secuestraron la formación vacía y la trasladaron a la estación Caza Pava en Corrientes, en donde retiraron las palancas de cambio y marcha y los fusibles y huyeron en una camioneta. Desde entonces, el gremio de conductores de trenes La Fraternidad se rehusó a colaborar con el funcionamiento del tren aludiendo deficiencias técnicas y legales en la operación, quedando suspendido definitivamente. Desde el 11 de noviembre al 22 de diciembre de 2011 la empresa TEA continuó vendiendo pasajes, pero llevaba a los pasajeros en ómnibus, esperando poder destrabar la situación con La Fraternidad y la Secretaría de Transportes de la Nación. Finalmente, el 15 de diciembre del 2011 mediante el decreto n.º 3010/2011 la provincia de Corrientes oficializó y ordenó el cese de la concesión a TEA. Luego de esto, la formación principal del Gran Capitán fue remolcada y trasladada desde Caza Pava hasta la estación Gobernador Virasoro, donde desde entonces descansa en completo estado de abandono. Por causa de esta situación, fue blanco de diversos actos de vandalismo entre los que se cuentan dos incendios intencionales.

### Tren de los Pueblos Libres
En septiembre de 2011 el Estado nacional implementó un tren binacional denominado Tren de los Pueblos Libres, entre Argentina (estación Pilar del FCGU) y Uruguay (estación Paso de los Toros), compuesto por duplas de coches motores. Este servicio se adjudicó de forma directa a la empresa Trenes de Buenos Aires S.A. (TBA), en conjunto con la operadora estatal SOFSE. Esta decisión generó algo de polémica ya que TBA venía siendo muy cuestionada por sus servicios deficientes en las líneas metropolitanas Mitre y Sarmiento. El tren binacional y el Gran Capitán de TEA llegaron a compartir vía durante más de un mes en el tramo Pilar-Concordia. El primer viaje de prueba de esta segunda etapa se realizó el 6 de agosto de 2011 (el coche motor continuó hasta Montevideo para realizar algunas pruebas, adonde llegó después de acciones sindicales el 11 de agosto) y la inauguración formal del servicio quedó a cargo de los presidentes de ambos países el 29 de agosto, con un acto en Salto. El tren realizó su primer viaje con pasajeros el 23 de septiembre de 2011, partiendo desde la estación Pilar, en Argentina, y con destino a Paso de los Toros en Uruguay. No obstante, en dicho viaje el tren llegó solamente hasta Salto, ya que no tenía todavía habilitación del Ministerio de Transporte de Uruguay para operar más allá de esa ciudad; el tren continuó vacío hasta Paso de los Toros. Finalmente, el servicio se reinició el 30 de septiembre de 2011, ahora en todo su recorrido, como prueba, por seis meses. Operó solo cinco veces hasta Paso de los Toros, y luego fue cortado en Paysandú (a pesar de las promesas de TBA de «servicio diario desde diciembre»), a partir de noviembre de 2011. Ya en 2012, el servicio fue nuevamente acortado en marzo hasta Salto. Finalmente, el 28 de mayo de ese mismo año dejó de circular, al paralizar TBA todos sus servicios a partir del 31 de mayo de 2012 debido a que el Gobierno argentino le retiró la concesión y no ser renovado el contrato entre TBA y AFE.

### Tren a Misiones
El Estado nacional, aprovechando la presencia de TBA con el tren binacional, le encargó que corra también a Misiones dada la ausencia del Gran Capitán. TBA comenzó a operar el 16 de diciembre de 2011 un servicio utilizando coches motores para unir Pilar y Apóstoles a través de la supervisión de la Operadora Ferroviaria Sociedad del Estado (Sofse), sin embargo, este era prestado solo una vez por semana, con una formación de apenas dos o cuatro coches y con una tarifa muy superior a la manejada por TEA. Además la salida del tren se realizaba desde Pilar, sin combinación ni vinculación alternativa entre ésta y la ciudad de Buenos Aires. El Tren a Misiones de TBA corrió entre diciembre de 2011 y fines de mayo de 2012, momento en que a TBA se le quitó la concesión (en virtud de la intervención técnica/operativa que hizo el Estado nacional en las líneas Mitre y Sarmiento después de la Tragedia de Once). Se brindaba entre las estaciones Pilar en la provincia de Buenos Aires y la estación Apóstoles en la provincia de Misiones, cercana al límite con la provincia de Corrientes, distante a 70 km de Posadas, la capital provincial. Este servicio llegaba a Posadas a través de un servicio de Transfer por las obras de elevación de cota en la represa de Yacyretá. Una parte del tramo Apóstoles-Garupá permanecía anegado y por esta razón el tren había dejado de llegar a esta última. El edificio original de la estación Posadas fue demolido y se construyó una réplica inaccesible para el tren. El tramo entre Apóstoles y Posadas estaba cubierto por buses gratuitos para los pasajeros.

### Tren Binacional Posadas-Encarnación
Luego de restablecerse la vía inundada por Yacyretá, el Tren Binacional Posadas-Encarnación fue inaugurado el 31 de diciembre de 2014 con las fallidas formaciones del Tren de los Pueblos Libres entre el apeadero Posadas y el apeadero Encarnación en Paraguay, a ambos lados del Puente Internacional San Roque González de Santa Cruz.

### Servicios en Entre Ríos
El 26 de agosto de 2003 fue realizado el viaje inaugural del servicio Basavilbaso-Villaguay Este. La formación ferroviaria pertenecía al Gobierno de Entre Ríos y la empresa concesionaria ALL puso la parte técnica, conductores y talleres. El 17 de noviembre de 2005 el servicio fue extendido hasta Concordia Central.
A partir de 2009 entró en funciones la Unidad Ejecutora Ferroviaria de Entre Ríos (UEFER), creada por el gobierno de dicha provincia el 28 de abril de 2008 mediante el decreto provincial 2086/2008 MGJEOYSP. El 19 de diciembre de 2009 se realizó un viaje de prueba desde Paraná a Basavilbaso sobre una vía no utilizada en 18 años. El servicio estación Paraná-estación Concepción del Uruguay sobre el ramal Paraná-Basavilbaso-Concepción del Uruguay de 280 km, con 24 paradas intermedias fue puesto en marcha el 28 de junio de 2010 con un coche motor Materfer los días viernes desde Paraná a Concepción del Uruguay con regreso los días domingos. Estuvo interrumpido entre el 26 de julio y el 13 de agosto de 2010 por tareas de mantenimiento, lo mismo que durante enero de 2011 y de 2013. El 20 de septiembre de 2010 se inauguró de forma experimental el servicio Paraná-Oro Verde con tres frecuencias diarias y el 11 de marzo de 2011 quedó inaugurado el servicio Paraná-Colonia Avellaneda con tres frecuencias diarias con un coche motor Tecnoporte, ambos suburbanos de la ciudad de Paraná. En diciembre de 2012 el servicio a Oro verde pasó de tres a dos frecuencias en días hábiles, pero extendió una de ellas a apeadero Villa Fontana. El 7 de diciembre de 2010 fue rehabilitado el ramal entre las estaciones Villaguay Este y Central ampliando el servicio desde Basavilbaso.
El 18 de septiembre de 2013 por acuerdo con la provincia de Entre Ríos el Gobierno nacional dispuso mediante SOFSE absorber la estructura de UEFER: servicios Paraná-Concepción del Uruguay, Basavilbaso-Concordia y locales de Paraná. En febrero de 2016 dejó de funcionar el servicio de Paraná a Concepción del Uruguay. A partir del 25 de noviembre de 2013 dejó de utilizarse el ramal de Villaguay Este a Central. El 7 de julio de 2014 la extensión a Concordia fue suspendida. El 14 de enero de 2016 fue levantado el servicio de Paraná a Oro Verde y Villa Fontana, en febrero de 2016 el de Paraná a Concepción del Uruguay y el 29 de abril de 2016 el servicio de Basavilbaso a Villaguay Este. A enero de 2018 el único servicio de pasajeros que continúa funcionando son las 6 frecuencias diarias entre Paraná y Colonia Avellaneda con 8 paradas intermedias.

## Accidentes en el servicio
El accidente ferroviario de Estación La Cruz de 1947 ocurrió en la tarde del 15 de junio de 1947, registrando 18 víctimas fatales y 48 heridos.
El 23 de octubre de 2000 a las 8:50 ocurrió un accidente al chocar dos formaciones en el cambio de vías de la estación General Lemos. El choque impactó lateralmente a la formación que llegaba desde Federico Lacroze por parte de la saliente en sentido hacia Lacroze. Murieron dos pasajeros y cinco resultaron heridos, dos de ellos de gravedad.

## Operatividad actual
La Línea Urquiza de pasajeros opera trenes eléctricos entre las estaciones Lacroze y General Lemos (23 paradas y 26 km), a cargo de Metrovías. La línea no se vio interrumpida por el desguace del ferrocarril a partir de la década de 1990, pero desde marzo de 2018 ya no tiene contacto físico con el resto del ferrocarril debido al corte de la vía en Hurlingham y en Pilar.
Desde 2007 opera la Terminal Portuaria Del Guazú, que es un puerto de ultramar que estableció un desvío ferroviario cerca de Brazo Largo.
El servicio urbano de pasajeros entre Paraná y Colonia Avellaneda opera desde 2011 con 8 paradas intermedias en 11 km. El 6 de septiembre de 2022 se realizó una prueba hasta el apeadero Enrique Berduc, para extender el servicio hasta la estación La Picada durante el transcurso del mes.
En 2017 fue rehabilitado el ramal de 285 km entre Monte Caseros y la cantera Promin ubicada a 25 km al norte de Curuzú Cuatiá, por el que circulan trenes que cargan piedras en las canteras de la zona.
En marzo de 2019 fue rehabilitado el ramal de 18 km entre Libertador General San Martín y Puerto Ibicuy para el transporte de madera de pino desde Tapebicuá al puerto de ultramar de Ibicuy.
El servicio internacional de pasajeros entre Posadas y Encarnación en Paraguay fue suspendido en marzo de 2020 a raíz de la pandemia de Covid-19. En mayo de 2022 se previó su restablecimiento. Tras siete años sin servicio, el 6 de septiembre de 2022 un tren de cargas volvió a cruzar a Encarnación. El tren internacional de cargas posibilita así unir Encarnación con el complejo portuario de Zárate.
En julio de 2020 fue rehabilitado el corredor de cargas entre las estaciones Garupá (provincia de Misiones) y Zárate (provincia de Buenos Aires) con 986 km operados por Trenes Argentinos Cargas, tras haber permanecido dos años inactivo el sector de 146 km entre Santo Tomé y Garupá. La línea cuenta con 13 locomotoras y 960 vagones y se divide en dos unidades de producción: la del sur (desde Zárate hasta Chajarí) y la norte (desde Chajarí hasta Garupá). Hay un taller de locomotoras en la ciudad de Concordia y uno de vagones en Monte Caseros. Se prevé restablecer el ramal entre Basavilbaso y el puerto de Concepción del Uruguay, que estuvo activo para cargas hasta 2002 y para pasajeros hasta febrero de 2016, ya que las cargas con ese destino deben traspasarse a camiones en Basavilbaso. En ramal internacional entre Paso de los Libres y Uruguayana se encuentra inactivo desde 2017.
En septiembre de 2022 la línea de Trenes Argentinos Cargas de 1500 km que opera sobre el ramal Urquiza remanente emplea a 571 trabajadores y tiene 15 locomotoras y 1000 vagones en servicio, transportando entre 40 000 y 50 000 toneladas de cargas por mes (piedra, raleo, cemento, pasta celulósica y cereal, principalmente).

## Imágenes

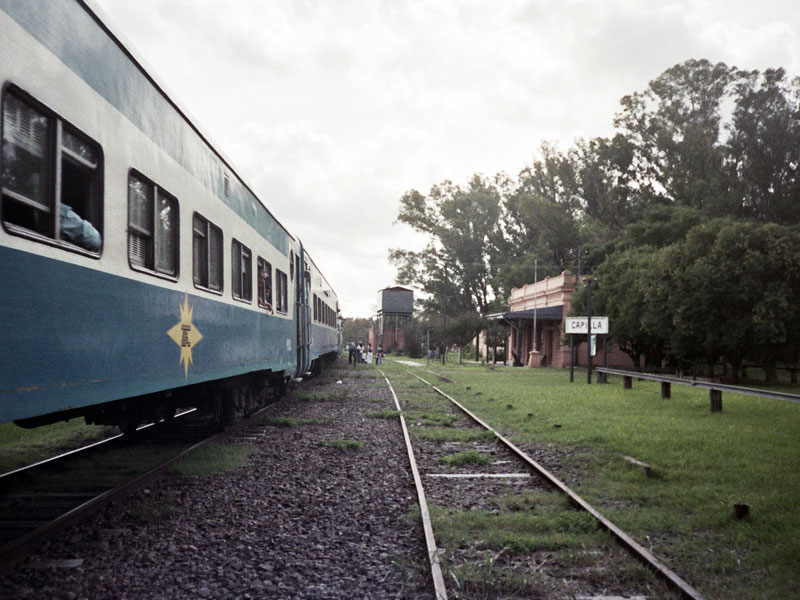
Detención del Gran Capitán en Capilla para ascenso de pasajeros.
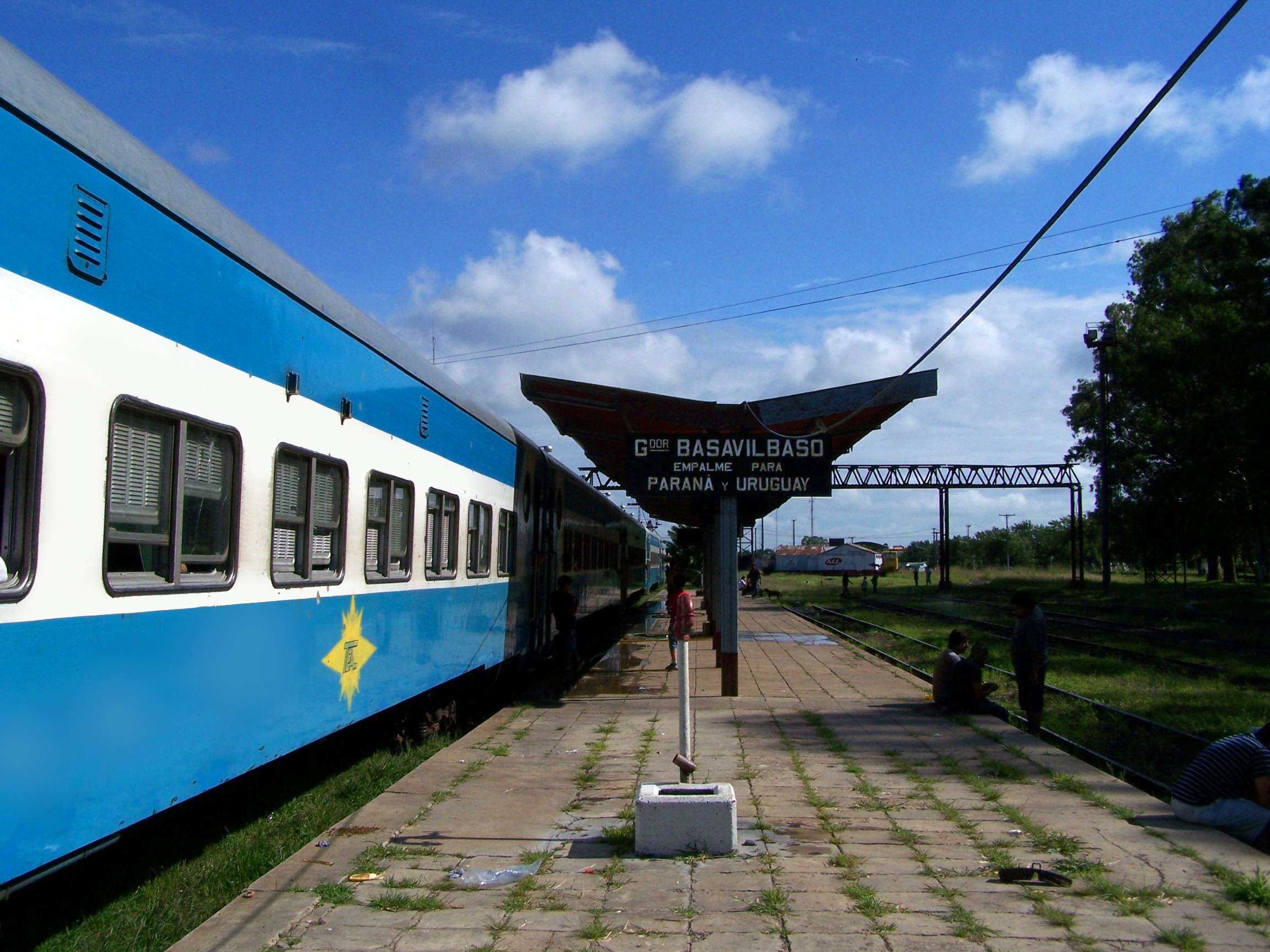
Estación Basavilbaso.